# Niherne
Niherne és un municipi francès, situat al departament de l'Indre i a la regió de Centre – Vall del Loira. L'any 2007 tenia 1.562 habitants.

## Demografia

### Població
El 2007 la població de fet de Niherne era de 1.562 persones. Hi havia 622 famílies, de les quals 124 eren unipersonals (44 homes vivint sols i 80 dones vivint soles), 257 parelles sense fills, 209 parelles amb fills i 32 famílies monoparentals amb fills.
La població ha evolucionat segons el següent gràfic:
Habitants censats

### Habitatges
El 2007 hi havia 702 habitatges, 633 eren l'habitatge principal de la família, 32 eren segones residències i 37 estaven desocupats. 685 eren cases i 16 eren apartaments. Dels 633 habitatges principals, 536 estaven ocupats pels seus propietaris, 89 estaven llogats i ocupats pels llogaters i 7 estaven cedits a títol gratuït; 4 tenien una cambra, 37 en tenien dues, 94 en tenien tres, 205 en tenien quatre i 293 en tenien cinc o més. 548 habitatges disposaven pel capbaix d'una plaça de pàrquing. A 252 habitatges hi havia un automòbil i a 333 n'hi havia dos o més.

### Piràmide de població
La piràmide de població per edats i sexe el 2009 era:
| Homes | Edats   | Dones |
| ----- | ------- | ----- |
| 0     | 95 o +  | 0     |
| 0     | 90 a 94 | 0     |
| 12    | 85 a 89 | 12    |
| 12    | 80 a 84 | 12    |
| 20    | 75 a 79 | 20    |
| 36    | 70 a 74 | 24    |
| 36    | 65 a 69 | 44    |
| 60    | 60 a 64 | 40    |
| 36    | 55 a 59 | 44    |
| 60    | 50 a 54 | 76    |
| 68    | 45 a 49 | 56    |
| 64    | 40 a 44 | 52    |
| 44    | 35 a 39 | 56    |
| 40    | 30 a 34 | 64    |
| 48    | 25 a 29 | 32    |
| 36    | 20 a 24 | 20    |
| 72    | 15 a 19 | 48    |
| 44    | 10 a 14 | 32    |
| 40    | 5 a 9   | 40    |
| 52    | 0 a 4   | 16    |

## Economia
El 2007 la població en edat de treballar era de 998 persones, 761 eren actives i 237 eren inactives. De les 761 persones actives 710 estaven ocupades (379 homes i 331 dones) i 51 estaven aturades (20 homes i 31 dones). De les 237 persones inactives 106 estaven jubilades, 69 estaven estudiant i 62 estaven classificades com a «altres inactius».

### Ingressos
El 2009 a Niherne hi havia 639 unitats fiscals que integraven 1.548 persones, la mediana anual d'ingressos fiscals per persona era de 18.965 €.

### Activitats econòmiques
Dels 45  establiments que hi havia el 2007, 1 era d'una empresa extractiva, 2 d'empreses alimentàries, 1 d'una empresa de fabricació de material elèctric, 6 d'empreses de fabricació d'altres productes industrials, 4 d'empreses de construcció, 11 d'empreses de comerç i reparació d'automòbils, 4 d'empreses de transport, 1 d'una empresa d'hostatgeria i restauració, 1 d'una empresa d'informació i comunicació, 1 d'una empresa immobiliària, 2 d'empreses de serveis, 4 d'entitats de l'administració pública i 7 d'empreses classificades com a «altres activitats de serveis».
Dels 12 establiments de servei als particulars que hi havia el 2009, 1 era una oficina de correu, 3 tallers de reparació d'automòbils i de material agrícola, 1 paleta, 1 guixaire pintor, 1 lampisteria, 1 electricista i 4 perruqueries.
Dels 2 establiments comercials que hi havia el 2009, 1 era una botiga de més de 120 m² i 1 una botiga de menys de 120 m².
L'any 2000 a Niherne hi havia 26 explotacions agrícoles que ocupaven un total de 2.700 hectàrees.

## Equipaments sanitaris i escolars
Els 2 equipaments sanitaris que hi havia el 2009 eren farmàcies.
El 2009 hi havia una escola elemental. Niherne disposava d'un iceu d'ensenyament general amb 149 alumnes.

## Poblacions més properes
El següent diagrama mostra les poblacions més properes.